# Скай Маккоул Бартусяк
Скай Маккоул Бартусяк (на английски: Skye McCole Bartusiak) е американска актриса.

## Биография
Скай Маккоул Бартусяк е родена в Хюстън през 1992 г. в семейството на Реймънд и Хелън Бартусяк. Умира в дома си на 19 юли 2014 г. от свръхдоза.

## Частична филмография
Кино
- 1999 – „Правилата на дома“ (The Cider House Rules)
- 2000 – „Патриотът“ (The Patriot)
- 2001 – „Нито дума“ (Don't Say a Word)
- 2001 – „Момчетата на моят живот“ (Riding in Cars with Boys)
- 2002 – „Подпалвачката 2“ (Firestarter: Rekindled)
- 2004 – „На ринга“ (Against the Ropes)
- 2005 – „Торбалан“ (Boogeyman)

Телевизия
- 1999 – „Бурята на века“ (Storm of the Century)
- 1999 – „Съдия Ейми“ (Judging Amy)
- 2000 – „Фрейзър“ (Frasier)
- 2001 – „Докосване на ангел“ (Touched by an Angel)
- 2002-2003 – „24“ (24)
- 2005 – „Д-р Хаус“ (House)
- 2005 – „От местопрестъплението“ (CSI: Crime Scene Investigation)